# ایران و استعمار سرخ و سیاه
«ایران و استعمار سرخ و سیاه» عنوان مقاله‌ای بود که در سالگرد کشف حجاب در ایران در تاریخ شنبه ۱۷ دی ۱۳۵۶ (۷ ژانویه ۱۹۷۸) روزنامه اطلاعات با نام مستعار احمد رشیدی مطلق منتشر شد. در این مقاله به همکاری نیروهای مذهبی و چپ در مقابله با اهداف انقلاب سفید انتقاد شده بود و توهین‌های تندی را متوجه روح‌الله خمینی  کرده بود. در مورد نویسنده این مقاله اتفاق نظر وجود ندارد. بسیاری انتشار این مقاله را یکی از اصلی‌ترین دلایل اوج گرفتن اعتراضاتی می‌دانند که در کمتر از ۴۰۰ روز بعد به فروپاشی سلطنت در ایران انجامید.

## پیش زمینه

مقالهٔ ایران و استعمار سرخ و سیاه در صفحهٔ ۷ روزنامهٔ اطلاعات در بخش «نظرها و اندیشه‌ها»

نخستین اطلاعات مربوط به این مقاله به ۱۴ دی ۱۳۵۶ برمی‌گردد که مقاله از طرف امیرعباس هویدا و وزارت دربار در اختیار داریوش همایون وزیر وقت اطلاعات و جهانگردی و دبیرکل حزب رستاخیز قرار می‌گیرد، با این قید که مقاله باید به سرعت در نشریات چاپ شود. 

## انتشار
عصر ۱۶ دی ۱۳۵۶ نامه‌های لاک و مهر شده محتوی مقاله ایران و استعمار سرخ و سیاه از وزارت اطلاعات و جهانگردی به دو روزنامه اطلاعات و کیهان رسید تا در شماره روز بعد به مناسبت سالگرد کشف حجاب به چاپ برسد. وقتی که قائم مقام روزنامه اطلاعات از محتوای مقاله آگاهی می‌یابد با داریوش همایون تماس گرفته و در مورد تبعات انتشار مقاله‌ای تا این حد تحریک‌کننده هشدار می‌دهد که با تهدید همایون مجبور به چاپ و انتشار این مقاله در صفحه هفتم (صفحه نظرها و اندیشه‌ها) شد. اما در مورد روزنامه کیهان وقایع مسیری متفاوت پیدا کرد. غروب روز ۱۶ دی ماه هوشنگ اسدی سردبیر شب کیهان نامه را تحویل می‌گیرد و پس از چند تماس تلفنی موفق به یافتن مصطفی مصباح‌زاده مدیر روزنامه می‌شود و متن مقاله را برای وی خواند و می‌گوید: انتشار این نامه خطرناک است. مصباح‌زاده هم با نظر سردبیر شب موافقت می‌کنند و تصمیم گرفتند به رغم فشارها از انتشار مقاله خودداری و انتشار آن را موکول به فردا کنند تا فرصت تصمیم‌گیری با حضور امیر طاهری سردبیر فراهم شود. روز بعد خبر حمله به نمایندگی روزنامه اطلاعات در تبریز و آتش زدن روزنامه‌ها رسید؛ و ملا‌زاده نماینده روزنامه کیهان هم خواستار عدم انتشار مقاله شد. به این ترتیب مقاله در ۱۷ دی در روزنامه کیهان چاپ نشد.

## نویسنده
مقاله با نام مستعار احمد رشیدی‌مطلق نوشته شده‌بود و از نخستین روزهای پس از انتشار در مورد نویسنده اصلی آن ابهام وجود داشت، ابهامی که تا امروز نیز ادامه دارد و از افراد مختلفی به عنوان نویسنده این مقاله اسم برده می‌شود.
- فرهاد نیکوخواه: به گفته اردشیر زاهدی، فرهاد نیکوخواه که معاون مطبوعاتی امیرعباس هویدا بود مقاله را به خواست شاه و هویدا تهیه کرده‌است.
- داریوش همایون: وی شخصاً این مسئله را تکذیب کرده و عنوان داشته بدون اطلاع از محتویات صرفاً پاکت نامه را در اختیار دو روزنامه کیهان و اطلاعات قرار داده‌است.[۶]
- محمدرضا پهلوی: بعضی رسانه‌ها هم از شخص شاه به عنوان نویسنده مقاله یاد کردند، هر چند منابع معتبری این ادعا را تأیید نمی‌کنند ولی اتفاق نظر بر سر اطلاع شاه از محتوای مقاله و دستور مستقیم دربار وجود دارد.[۳][۷]
- علی شعبانی: پرویز ثابتی، داریوش همایون و فیروز گوران روزنامه‌نگاری به نام علی شعبانی را نویسنده اصلی این مقاله معرفی کرده‌اند.[۴][۸]

## محتوا
مالکان که برای ادامه تسلط خود همواره از ژاندارم تا وزیر و از روضه‌خوان تا چاقوکش را در اختیار داشتند، وقتی با عدم توجه عالم روحانیت و در نتیجه مشکل ایجاد هرج‌ومرج علیه انقلاب روبرو شدند و روحانیون برجسته حاضر به همکاری با آن‌ها نشدند، در صدد یافتن یک «روحانی» برآمدند که مردی ماجراجو و بی‌اعتقاد و وابسته و سرسپرده به مراکز استعماری و به‌خصوص جاه‌طلب باشد و بتواند مقصود آن‌ها را تأمین نماید و چنین مردی را آسان یافتند.— متن مقاله ایران و استعمار سرخ و سیاه
نویسنده با یادآوری رویدادهای ۱۵ و ۱۶ خرداد ۱۳۴۲ آن را تلاش مشترک عناصر فئودال (استعمار سیاه) و چپ (استعمار سرخ) برای مقابله با طرح‌های انقلاب سفید معرفی می‌کند، در این مقاله‌ها عناصر حزب توده ایران ورشکستگان سیاسی نامیده شدند که توسط فئودال‌ها تأمین مالی می‌شوند و تلاش دارند نظر علمای برجسته مذهبی را به خود جلب کنند که با ناکام ماندن در این امر به سراغ یک روحانی ماجراجو، بی‌اعتقاد، سرسپرده به مراکز استعماری و جاه‌طلب یعنی روح‌الله خمینی می‌روند و او را با اهداف خود ضدانقلاب سفید همراه می‌کنند.
در ادامه خمینی با عنوان «سید هندی» فردی معرفی می‌شود که با وجود حمایت‌های خاص در سلسله‌مراتب مذهبی جایگاهی به دست نیاورده و در نتیجه در پی شهرت تلاش دارد خود را وارد سیاست کند، در این مقاله ادعا شد خمینی مدتی در هندوستان به سر برده و با مراکز استعماری انگلیس ارتباطاتی داشته و حمایت مادی و معنوی هم دریافت می‌کرده است.

### متن کامل
روزنامه اطلاعات
شنبه ۱۷ دی ماه ۲۵۳۶ شاهنشاهی
ایران و استعمار سرخ و سیاه
این روزها به مناسبت ماه محرم و عاشورای حسینی بار دیگر اذهان متوجه استعمار سیاه و سرخ یا به تعبیر دیگری اتحاد استعمار کهن و نو شده‌است.استعمار سرخ و سیاهش، کهنه و نویش، روح تجاوز و تسلط و چپاول دارد و با اینکه خصوصیت ذاتی آنان همانند است، خیلی کم اتفاق افتاده‌است که این دو استعمار شناخته شده تاریخ با یکدیگر همکاری نمایند، مگر در موارد خاصی، که یکی از آن‌ها همکاری نزدیک و صمیمانه و صادقانه هر دو استعمار در برابر انقلاب ایران بخصوص برنامه مترقی اصلاحات ارضی در ایران است. سرآغاز انقلاب شاه و ملت در روز ششم بهمن ماه ۲۵۲۰ شاهنشاهی استعمار سرخ و سیاه ایران را که ظاهرا هر کدام در کشور ما برنامه و نقشه خاصی داشتند با یکدیگر متحد ساخت، که مظهر این همکاری صمیمانه در بلوای روزهای ۱۵ و ۱۶ خرداد ماه ۲۵۲۲(۱۳۴۲) در تهران آشکار شد.
پس از بلوای شوم ۱۵ خرداد که به منظور متوقف ساختن و ناکام ماندن انقلاب درخشان شاه و ملت پایه ریزی شده بود، ابتدا کسانی که واقعه را مطالعه می‌کردند دچار یک نوع سرگیجی عجیبی شده بودند، زیرا در یک جا رد پای استعمار سیاه و در جای دیگر اثر انگشت استعمار سرخ در این غائله به وضوح دیده می‌شد. از یک سو عوامل توده‌ای که با اجرای برنامه اصلاحات ارضی همه امیدهای خود را برای فریفتن دهقانان و ساختن انجمن‌های دهقانی نقش بر آب می‌دیدند در برابر انقلاب دست به آشوب زدند و از سوی دیگر مالکان بزرگ که سالیان دراز میلیونها دهقان ایرانی را غارت کرده بودند و به امید شکستن این برنامه و رجعت به وضع سابق، پول در دست عوامل توده‌ای و ورشکستگان دیگر سیاسی گذارده بودند و جالب اینکه این دسته از کسانی که باور داشتند می‌توانند چرخ انقلاب را از حرکت بازدارند و اراضی واگذار شده به دهقانان را از دست آنها خارج سازند، دست به دامن عالم روحانیت زدند زیرا می‌پنداشتند که مخالفت عالم روحانیت که در جامعه ایران از احترام خاصی برخوردار است، می‌تواند نه تنها برنامه انقلاب را دچار مشکل سازد، بلکه همانطور که یکی از مالکان بزرگ تصور کرده بود («دهقانان زمین‌ها را به عنوان زمین غصبی پس بدهند!») ولی عالم روحانیت هوشیارتر از آن بود که علیه انقلاب شاه و ملت که منطبق با اصول وتعالیم اسلامی و به منظور ایجاد عدالت و موقوف شدن استثمار فرد از فرد توسط رهبر انقلاب ایران طراحی شده بود برخیزد.
مالکان که برای ادامه تسلط خود همواره از ژاندارم تا وزیر و از روضه‌خوان تا چاقوکش را در اختیار داشتند، وقتی با عدم توجه عالم روحانیت و درنتیجه مشکل ایجاد هرج و مرج علیه انقلاب روبرو شدند و روحانیون برجسته حاضر به همکاری با آنها نشدند، در صدد یافتن یک «روحانی» برآمدند که مردی ماجراجو و بی اعتقاد و وابسته و سرسپرده به مراکز استعماری و بخصوص جاه‌طلب باشد و بتواند مقصود آن‌ها را تامین نماید و چنین مردی را آسان یافتند. مردی که سابقه‌اش مجهول بود و به قشری‌ترین و مرتجع‌ترین عوامل استعمار وابسته بود و چون در میان روحانیون عالی‌مقام کشور با همه حمایت‌های خاص موقعیتی بدست نیاورده بود در پی فرصت می‌گشت که به هر قیمتی هست خود را وارد ماجراهای سیاسی کند و اسم و شهرتی پیدا کند.
روح‌الله خمینی عامل مناسبی برای این منظور بود و ارتجاع سرخ و سیاه او را مناسبترین فرد برای مقابله با انقلاب ایران یافتند و او کسی بود که عامل واقعه ننگین ۱۵ خرداد شناخته شد.
روح‌الله خمینی معروف به «سید هندی» بود. درباره انتصاب او به هند هنوز حتی نزدیکترین کسانش توضیحی ندارند، به قولی او مدتی در هندوستان بسر برده و در آنجا با مراکز استعماری انگلیس ارتباطاتی داشته‌است و به همین جهت به نام سید هندی معروف شده‌است. قول دیگر این بود که او در جوانی اشعار عاشقانه می‌سروده و به نام هندی تخلص می‌کرده‌است و به همین جهت به نام هندی معروف شده‌است و عده‌ای هم عقیده دارند که چون تعلیمات او در هندوستان بوده فامیل هندی را از آن جهت انتخاب کرده‌است که از کودکی تحت تعلیمات یک معلم بوده‌است. آنچه مسلم است شهرت او به نام غائله‌ساز ۱۵ خرداد به خاطر همگان مانده‌است، کسی که علیه انقلاب ایران و به منظور اجرای نقشه استعمار سرخ و سیاه کمر بست و بدست عوامل خاص و شناخته شده علیه تقسیم املاک، آزادی زنان، ملی شدن جنگل‌ها وارد مبارزه شد و خون بیگناهان را ریخت و نشان داد، هستند هنوز کسانی که حاضرند خود را صادقانه در اختیار توطئه‌گران و عناصر ضدملی بگذارند.
برای ریشه یابی از واقعه ۱۵ خرداد و نقش قهرمان آن، توجه به مفاد یک گزارش و یک اعلامیه و یک مصاحبه کمک موثر خواهد کرد. چند هفته قبل از غائله ۱۵ خرداد گزارشی از طرف سازمان اوپک منتشر شد که در آن ذکر شده بود:«درآمد دولت انگلیس از نفت ایران چند برابر مجموع پولی است که در آن وقت عاید ایران می‌شد.»
چند روز قبل از غائله اعلامیه‌ای در تهران فاش شد که یک ماجراجوی عرب به نام محمد توفیق القیسی با یک چمدان محتوی ده میلیون ریال پول نقد در فرودگاه مهرآباد دستگیر شده که قرار بود این پول در اختیار اشخاص معینی گذارده شود. چند روز پس از غائله نخست وزیر وقت، در یک مصاحبه مطبوعاتی فاش کرد:«برما روشن است که پولی از خارج می‌آمده و بدست اشخاص می‌رسیده و در راه اجرای نقشه‌های پلید بین دستجات مختلف تقسیم می‌شده‌است».
خوشبختانه انقلاب ایران پیروز شد. آخرین مقاومت مالکان بزرگ و عوامل توده‌ای در هم شکسته شد و راه برای پیشرفت وتعالی و اجرای اصول عدالت اجتماعی هموار شد. در تاریخ ایران روز ۱۵ خرداد به عنوان خاطره‌ای دردناک از دشمنان ملت ایران باقی خواهد ماند و میلیون‌ها مسلمان ایرانی به خاطر خواهند آورد که چگونه دشمنان هر وقت منافعشان اقتضا کند با یکدیگر همدست می‌شوند حتی در لباس مقدس و محترم روحانی.
احمد رشیدی مطلق

## پیامدها
فردای انتشار مقاله جو غالب حوزهٔ علمیه قم متشنج بود و کلاس‌های درس به تعطیلی کشیده شد در روز ۱۹ دی بازار قم هم به حوزه پیوست هواداران خمینی به دفتر حزب رستاخیز، دفتر روزنامه اطلاعات و روزنامه‌فروشی‌ها حمله کردند، با دخالت نیروهای دولتی خشونت بالا گرفت و در تیراندازی نیروهای نظامی بر اساس گزارش ساواک ۶ نفر کشته شدند. اعتراضات و درگیری‌ها در روز ۲۰ دی هم در شهرهای تبریز، اصفهان و مشهد با شدت کمتری ادامه یافت. از نظر برخی، اعتراضات به انتشار این مقاله نخستین جرقه برای شعله‌ور شدن انقلابی بود که در بهمن ۱۳۵۷ به فروپاشی رژیم پهلوی و انقراض سلطنت در ایران انجامید.